# Silverdale (Washington)
Silverdale ist ein census-designated place (CDP) auf der Kitsap Halbinsel im Kitsap County im US-Bundesstaat Washington mit 20.733 Einwohnern (Stand 2020). Er liegt zwischen der größten Stadt des Countys Bremerton im Süden und Poulsbo im Norden und ist im Osten nur durch Bainbridge Island und den Puget Sound von Seattle, der größten Stadt des Bundesstaates, getrennt.
Es besteht ein Schüleraustausch mit dem Otto-Hahn-Gymnasium in Tuttlingen.

## Persönlichkeiten
- Walter Heller (1915–1987, † in Silverdale), Wirtschaftswissenschaftler